# وحدة المعالجة الكمية

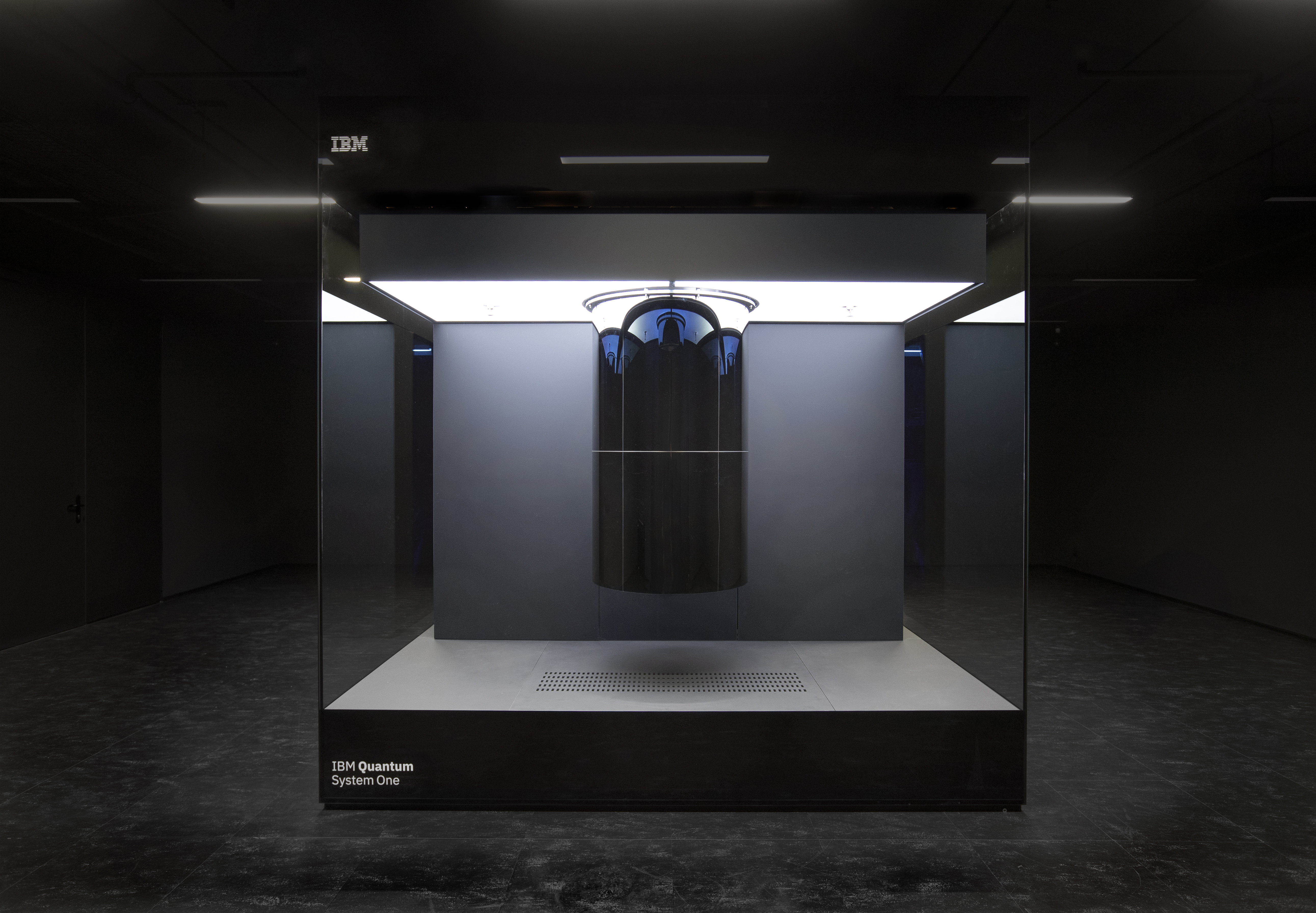
آي بي إم كيو سيستم وان (2019)، أول كمبيوتر كمي تجاري قائم على الدوائر

إن وحدة المعالجة الكمية (بالإنجليزية: Quantum Processing Unit (QPU))‏ هو جزء من نظام الحاسب والمصمم خصوصاً لتنفيذ العمليات بالبتات الكمية المسماة بالكوبت (qubit). سيحل هذا المعالج محل وحدة المعالجة المركزية (CPU) مثلما حدث مع و حدة نقطة التسطيح (بالإنجليزية: Floating point unit (FPU)) في أوليات التسعينات.
الحوسبة الكمومية هي نوع من الحسابات التي تسخر الخصائص الجماعية للحالات الكمية، مثل التراكب والتداخل والتشابك، لإجراء العمليات الحسابية. تُعرف الأجهزة التي تقوم بالحسابات الكمومية بأجهزة الكمبيوتر الكمومية. :I-5على الرغم من أن أجهزة الكمبيوتر الكمومية الحالية أصغر من أن تتفوق على أجهزة الكمبيوتر العادية (الكلاسيكية) للتطبيقات العملية، إلا أنه يُعتقد أنها قادرة على حل بعض المشكلات الحسابية، مثل عامل العدد الصحيح (الذي يقوم عليه تشفير آر إس إيه)، وهو أسرع بكثير من أجهزة الكمبيوتر التقليدية. تعد دراسة الحوسبة الكمومية مجالًا فرعيًا من علم المعلومات الكمومية.
بدأت الحوسبة الكمومية في عام 1980 عندما اقترح الفيزيائي بول بينيوف نموذجًا ميكانيكيًا كميًا لآلة تورينج. ريتشارد فاينمان و يوري مانين اقترح لاحقًا أن الكمبيوتر الكمي لديه القدرة على محاكاة أشياء لا يستطيع الكمبيوتر التقليدي القيام بها بشكل عملي. في عام 1994، طور Peter Shor خوارزمية كمومية لتحليل الأعداد الصحيحة مع إمكانية فك تشفير الاتصالات RSA المشفرة. على الرغم من التقدم التجريبي المستمر منذ أواخر التسعينيات، يعتقد معظم الباحثين أن «الحوسبة الكمية التي تتحمل الأخطاء [ما زالت] حلما بعيد المنال». في السنوات الأخيرة، ازداد الاستثمار في أبحاث الحوسبة الكمومية في القطاعين العام والخاص. في 23 أكتوبر 2019، ادعت شركة جوجل آي إيه بالشراكة مع الإدارة الأمريكية للملاحة الجوية والفضاء ناسا (NASA)، أنه قد أجرى حسابًا كميًا كان غير ممكن على أي جهاز كمبيوتر كلاسيكي،  ولكن ما إذا كان هذا الادعاء كان أم لا لا يزال صالحًا هو موضوع بحث نشط.
هناك عدة أنواع من أجهزة الكمبيوتر الكمومية (المعروفة أيضًا باسم أنظمة الحوسبة الكمومية)، بما في ذلك نموذج الدائرة الكمومية، وآلة تورينج الكمومية، والكمبيوتر الكمومي الثابت، وحاسوب الكم أحادي الاتجاه، ومختلف الأوتوماتا الخلوية الكمومية. النموذج الأكثر استخدامًا هو الدائرة الكمومية، بناءً على البت الكمي، أو «كيوبت»، والتي تشبه إلى حد ما البت في الحساب الكلاسيكي. يمكن أن يكون الكيوبت في حالة كمية 1 أو 0، أو في تراكب للحالتين 1 و 0. ومع ذلك، عندما يتم قياسها، فإنها دائمًا ما تكون 0 أو 1 ؛ يعتمد احتمال أي من النتيجتين على الحالة الكمومية للكيوبت قبل القياس مباشرة.
تركز الجهود المبذولة لبناء كمبيوتر كمومي فيزيائي على تقنيات مثل أجهزة الإرسال والفخاخ الأيونية وأجهزة الكمبيوتر الكمومية الطوبولوجية، والتي تهدف إلى إنشاء كيوبتات عالية الجودة. :2–13يمكن تصميم هذه الكيوبتات بشكل مختلف، اعتمادًا على نموذج الكمبيوتر الكمومي الكامل، سواء كانت بوابات منطقية كمومية، أو تلدين كمي، أو حساب كمومي ثابت الحرارة. يوجد حاليًا عدد من العوائق المهمة لبناء حواسيب كمومية مفيدة. من الصعب بشكل خاص الحفاظ على الحالات الكمومية للكيوبتات، لأنها تعاني من فك الترابط الكمي وإخلاص الحالة. لذلك تتطلب أجهزة الكمبيوتر الكمومية تصحيح الخطأ.
يمكن أيضًا حل أي مشكلة حسابية يمكن حلها بواسطة جهاز كمبيوتر تقليدي عن طريق الكمبيوتر الكمومي. على العكس من ذلك، يمكن أيضًا حل أي مشكلة يمكن حلها بواسطة جهاز كمبيوتر كمي بواسطة جهاز كمبيوتر كلاسيكي، على الأقل من حيث المبدأ مع إعطاء الوقت الكافي. بعبارة أخرى، تخضع أجهزة الكمبيوتر الكمومية لأطروحة تشرش-تورينغ. هذا يعني أنه في حين أن أجهزة الكمبيوتر الكمومية لا توفر مزايا إضافية على أجهزة الكمبيوتر الكلاسيكية من حيث القدرة على الحوسبة، فإن الخوارزميات الكمومية لمشاكل معينة لها تعقيدات زمنية أقل بكثير من الخوارزميات التقليدية المعروفة المقابلة. والجدير بالذكر أن أجهزة الكمبيوتر الكمومية يعتقد أنها قادرة على حل مشاكل معينة بسرعة لا يستطيع أي كمبيوتر تقليدي حلها في أي فترة زمنية ممكنة - وهو إنجاز يُعرف باسم «التفوق الكمي». تُعرف دراسة التعقيد الحسابي للمشكلات المتعلقة بأجهزة الكمبيوتر الكمومية باسم نظرية التعقيد الكمي.

## دارة الكم

إن كرة بلوخ هي تمثيل للكيوبت، وهو لبنة البناء الأساسية لأجهزة الكمبيوتر الكمومية.

### تعريف
يصف النموذج السائد للحساب الكمومي الحساب من حيث شبكة بوابات المنطق الكمومي. يمكن اعتبار هذا النموذج بمثابة تعميم خطي-جبري تجريدي لدائرة كلاسيكية. نظرًا لأن نموذج الدائرة هذا يخضع لميكانيكا الكم، يُعتقد أن الكمبيوتر الكمي القادر على تشغيل هذه الدوائر بكفاءة يمكن تحقيقه ماديًا.
ذاكرة تتكون من {\textstyle n} أجزاء من المعلومات لديها {\textstyle 2^{n}} الدول الممكنة. وهكذا يكون للمتجه الذي يمثل جميع حالات الذاكرة {\textstyle 2^{n}} إدخالات (واحد لكل ولاية). يُنظر إلى هذا المتجه على أنه متجه احتمالي ويمثل حقيقة أن الذاكرة موجودة في حالة معينة.
في العرض الكلاسيكي، سيكون لإدخال واحد قيمة 1 (أي احتمال بنسبة 100٪ لوجوده في هذه الحالة) وستكون جميع الإدخالات الأخرى صفرًا. في ميكانيكا الكم، يمكن تعميم نواقل الاحتمالات على عوامل الكثافة. عادة ما يتم تقديم شكليات متجه الحالة الكمومية أولاً لأنها أبسط من الناحية المفاهيمية، ولأنها يمكن استخدامها بدلاً من شكليات مصفوفة الكثافة للحالات الصافية، حيث يُعرف النظام الكمي بأكمله.
نبدأ بالتفكير في ذاكرة بسيطة تتكون من بت واحد فقط. يمكن العثور على هذه الذاكرة في إحدى حالتين: الحالة الصفرية أو الحالة الواحدة. قد نمثل حالة هذه الذاكرة باستخدام تدوين ديراك لذلك.
{\displaystyle |0\rangle :={\begin{pmatrix}1\\0\end{pmatrix}};\quad |1\rangle :={\begin{pmatrix}0\\1\end{pmatrix}}}
يمكن بعد ذلك العثور على ذاكرة كمومية في أي تراكب كمي {\textstyle |\psi \rangle } من الدولتين الكلاسيكيتين {\textstyle |0\rangle } و {\textstyle |1\rangle } :
{\displaystyle |\psi \rangle :=\alpha \,|0\rangle +\beta \,|1\rangle ={\begin{pmatrix}\alpha \\\beta \end{pmatrix}};\quad |\alpha |^{2}+|\beta |^{2}=1.}
بشكل عام، المعاملات {\textstyle \alpha } و {\textstyle \beta } هي أعداد مركبة. في هذا السيناريو، يُقال إن واحدًا من وحدات البت من المعلومات مشفر في الذاكرة الكمومية. الولاية {\textstyle |\psi \rangle } ليس في حد ذاته متجه احتمالية ولكن يمكن ربطه بمتجه احتمالية عبر عملية قياس. إذا تم قياس الذاكرة الكمية لتحديد ما إذا كانت الحالة كذلك {\textstyle |0\rangle } أو {\textstyle |1\rangle } (يُعرف هذا باسم قياس الأساس الحسابي)، ستُلاحظ حالة الصفر باحتمالية {\textstyle |\alpha |^{2}} والحالة الوحيدة ذات الاحتمالية {\textstyle |\beta |^{2}} . الارقام {\textstyle \alpha } و {\textstyle \beta } تسمى السعات الكمومية.
يمكن معالجة حالة هذه الذاكرة الكمومية المكونة من كيوبت واحد عن طريق تطبيق بوابات منطقية كمومية، مماثلة لكيفية معالجة الذاكرة الكلاسيكية بالبوابات المنطقية الكلاسيكية. إحدى البوابات المهمة لكل من الحساب الكلاسيكي والكمي هي بوابة NOT، والتي يمكن تمثيلها بواسطة مصفوفة
{\displaystyle X:={\begin{pmatrix}0&1\\1&0\end{pmatrix}}.}
رياضيا، تطبيق مثل هذه البوابة المنطقية على متجه الحالة الكمومية يتم نمذجته بضرب المصفوفة. هكذا {\textstyle X|0\rangle =|1\rangle } و {\textstyle X|1\rangle =|0\rangle } .
يمكن تمديد رياضيات بوابات الكيوبت المفردة لتعمل على الذكريات الكمومية متعددة الكيوبتات بطريقتين مهمتين. تتمثل إحدى الطرق ببساطة في تحديد كيوبت وتطبيق تلك البوابة على كيوبت الهدف مع ترك باقي الذاكرة غير متأثرة. هناك طريقة أخرى وهي تطبيق البوابة على هدفها فقط إذا كان جزء آخر من الذاكرة في الحالة المرغوبة. يمكن توضيح هذين الخيارين باستخدام مثال آخر. الحالات المحتملة لذاكرة كمومية ثنائية الكيوبت هي
{\displaystyle |00\rangle :={\begin{pmatrix}1\\0\\0\\0\end{pmatrix}};\quad |01\rangle :={\begin{pmatrix}0\\1\\0\\0\end{pmatrix}};\quad |10\rangle :={\begin{pmatrix}0\\0\\1\\0\end{pmatrix}};\quad |11\rangle :={\begin{pmatrix}0\\0\\0\\1\end{pmatrix}}.}
يمكن بعد ذلك تمثيل بوابة CNOT باستخدام المصفوفة التالية:
{\displaystyle \operatorname {CNOT} :={\begin{pmatrix}1&0&0&0\\0&1&0&0\\0&0&0&1\\0&0&1&0\end{pmatrix}}.}
كنتيجة رياضية لهذا التعريف، {\textstyle \operatorname {CNOT} |00\rangle =|00\rangle } و {\textstyle \operatorname {CNOT} |01\rangle =|01\rangle } و {\textstyle \operatorname {CNOT} |10\rangle =|11\rangle }، و {\textstyle \operatorname {CNOT} |11\rangle =|10\rangle } . بمعنى آخر، تطبق CNOT بوابة NOT ({\textstyle X} من قبل) إلى الكيوبت الثاني إذا وفقط إذا كان الكيوبت الأول في الحالة {\textstyle |1\rangle } . إذا كان أول كيوبت هو {\textstyle |0\rangle }، لم يتم عمل أي شيء لأي كيوبت.
باختصار، يمكن وصف الحساب الكمي بأنه شبكة من بوابات وقياسات المنطق الكمومي. ومع ذلك، يمكن تأجيل أي قياس إلى نهاية الحساب الكمي، على الرغم من أن هذا التأجيل قد يأتي بتكلفة حسابية، لذلك تصور معظم الدوائر الكمية شبكة تتكون فقط من بوابات منطقية كمومية ولا قياسات.
أي حساب كمي (وهو، في الشكلية أعلاه، أي مصفوفة وحدوية {\displaystyle n} qubits) كشبكة من بوابات المنطق الكمومي من عائلة صغيرة إلى حد ما من البوابات. يُعرف اختيار عائلة البوابة التي تتيح هذا البناء باسم مجموعة البوابة العامة، نظرًا لأن الكمبيوتر الذي يمكنه تشغيل مثل هذه الدوائر هو كمبيوتر كمي عالمي. تشتمل إحدى هذه المجموعات الشائعة على جميع البوابات أحادية الكيوبت بالإضافة إلى بوابة CNOT من الأعلى. هذا يعني أنه يمكن إجراء أي حساب كمي عن طريق تنفيذ سلسلة من بوابات أحادية الكيوبت مع بوابات CNOT. على الرغم من أن مجموعة البوابة هذه لا نهائية، إلا أنه يمكن استبدالها ببوابة محدودة تم تعيينها من خلال اللجوء إلى نظرية سولوفاي - كيتاييف.

### خوارزميات الكم
يركز التقدم في إيجاد الخوارزميات الكمومية عادةً على نموذج الدائرة الكمومية هذا، على الرغم من وجود استثناءات مثل الخوارزمية الكمومية الثابتة. يمكن تصنيف الخوارزميات الكمومية تقريبًا حسب نوع التسريع الذي تم تحقيقه على الخوارزميات الكلاسيكية المقابلة.
تشمل الخوارزميات الكمومية التي تقدم أكثر من تسريع متعدد الحدود على أفضل الخوارزمية الكلاسيكية المعروفة خوارزمية شور للعوملة والخوارزميات الكمومية ذات الصلة لحساب اللوغاريتمات المنفصلة وحل معادلة بيل وحل مشكلة المجموعة الفرعية المخفية بشكل عام للمجموعات المحدودة الأبيلية. تعتمد هذه الخوارزميات على بدائية تحويل فورييه الكمومي. لم يتم العثور على دليل رياضي يوضح أنه لا يمكن اكتشاف خوارزمية كلاسيكية سريعة بنفس القدر، على الرغم من أن هذا يعتبر غير مرجح. بعض مشاكل أوراكل مثل مشكلة سيمون ومشكلة بيرنشتاين-فازيراني تعطي تسريعًا يمكن إثباته، على الرغم من أن هذا موجود في نموذج الاستعلام الكمي، وهو نموذج مقيد حيث يكون إثبات الحدود السفلية أسهل بكثير ولا يُترجم بالضرورة إلى تسريع لمشاكل عملية.
هناك مشاكل أخرى، بما في ذلك محاكاة العمليات الفيزيائية الكمومية من الكيمياء وفيزياء الحالة الصلبة، وتقريب بعض كثيرات حدود جونز، والخوارزمية الكمومية لأنظمة المعادلات الخطية، ويبدو أن الخوارزميات الكمومية تعطي تسريعًا فائقًا متعدد الحدود وهي BQP كاملة. نظرًا لأن هذه المشكلات مكتملة BQP، فإن خوارزمية كلاسيكية سريعة بنفس السرعة تعني أنه لا توجد خوارزمية كمومية تعطي تسريعًا فائقًا متعدد الحدود، والذي يُعتقد أنه غير محتمل.
تعطي بعض الخوارزميات الكمومية، مثل خوارزمية جروفر وتضخيم السعة، تسريع متعدد الحدود على الخوارزميات الكلاسيكية المقابلة. على الرغم من أن هذه الخوارزميات تعطي تسريعًا تربيعيًا متواضعًا نسبيًا، إلا أنها قابلة للتطبيق على نطاق واسع وبالتالي توفر تسريعًا لمجموعة واسعة من المشكلات. ترتبط العديد من الأمثلة على تسريع كمي يمكن إثباته لمشكلات الاستعلام بخوارزمية جروفر، بما في ذلك خوارزمية براسارد وهوير وتاب لإيجاد تصادمات في دالات ثنائية إلى واحد،  والتي تستخدم خوارزمية جروفر وخوارزمية فارهي وجولدستون وجوتمان لتقييم أشجار ناند،  وهو أحد أشكال مشكلة البحث.

## التطبيقات المحتملة

### التشفير
أحد التطبيقات البارزة للحساب الكمي هو للهجمات على أنظمة التشفير المستخدمة حاليًا. يُعتقد أن العوامل الصحيحة، التي تدعم أمان أنظمة تشفير المفتاح العام، غير قابلة للتطبيق من الناحية الحسابية باستخدام جهاز كمبيوتر عادي للأعداد الصحيحة الكبيرة إذا كانت نتاج عدد قليل من الأعداد الأولية (على سبيل المثال، منتجات من اثنين من الأعداد الأولية المكونة من 300 رقم). بالمقارنة، يمكن للكمبيوتر الكمومي حل هذه المشكلة بكفاءة باستخدام خوارزمية شور للعثور على عواملها. ستسمح هذه القدرة للكمبيوتر الكمومي بكسر العديد من أنظمة التشفير المستخدمة اليوم، بمعنى أنه سيكون هناك وقت متعدد الحدود (في عدد أرقام العدد الصحيح) لحل المشكلة. على وجه الخصوص، تعتمد معظم أصفار المفاتيح العامة الشائعة على صعوبة تحليل الأعداد الصحيحة أو مشكلة اللوغاريتم المنفصلة، وكلاهما يمكن حلهما بواسطة خوارزمية شور. على وجه الخصوص، يمكن كسر خوارزميات منحنى إهليلجي ديفي-هيلمان خوارزمية آر إس إيه وتبادل مفتاح ديفي-هيلمان والمنحنى الإهليلجي. تُستخدم هذه لحماية صفحات الويب الآمنة والبريد الإلكتروني المشفر والعديد من أنواع البيانات الأخرى. إن كسر هذه الأمور سيكون له تداعيات كبيرة على الخصوصية والأمان الإلكترونيين.
تحديد أنظمة التشفير التي قد تكون آمنة ضد الخوارزميات الكمومية هو موضوع بحث نشط في مجال تشفير ما بعد الكم. تعتمد بعض خوارزميات المفتاح العمومي على مشكلات أخرى غير تحليل العوامل الصحيحة ومشكلات اللوغاريتم المنفصلة التي تنطبق عليها خوارزمية شور، مثل نظام التشفير مسيليس المستند إلى مشكلة في نظرية الترميز. لا يُعرف أيضًا أن أنظمة التشفير المستندة إلى الشبكة تم كسرها بواسطة أجهزة الكمبيوتر الكمومية، وإيجاد خوارزمية زمنية متعددة الحدود لحل مشكلة المجموعة الفرعية المخفية ثنائية الأضلاع، والتي من شأنها كسر العديد من أنظمة التشفير المستندة إلى الشبكة، هي مشكلة مفتوحة مدروسة جيدًا. لقد ثبت أن تطبيق خوارزمية جروفر لكسر خوارزمية متماثلة (مفتاح سري) بالقوة الغاشمة يتطلب وقتًا يساوي تقريبًا 2 ن / 2 استدعاء لخوارزمية التشفير الأساسية، مقارنةً بحوالي 2 ن في الحالة الكلاسيكية،  المعنى يتم تخفيض أطوال المفاتيح المتماثلة إلى النصف بشكل فعال: سيكون لدى AES-256 نفس الأمان ضد هجوم باستخدام خوارزمية جروفر التي تمتلكها AES-128 ضد البحث التقليدي بالقوة الغاشمة (انظر حجم المفتاح).
يمكن أن يؤدي التشفير الكمي بعض وظائف تشفير المفتاح العام. لذلك، يمكن أن تكون أنظمة التشفير القائمة على الكم أكثر أمانًا من الأنظمة التقليدية ضد القرصنة الكمومية.

### مشاكل البحث
المثال الأكثر شهرة لمشكلة الاعتراف بالتسريع الكمي متعدد الحدود هو البحث غير المنظم، والعثور على عنصر محدد من قائمة {\displaystyle n} العناصر الموجودة في قاعدة البيانات. يمكن حل هذا عن طريق خوارزمية جروفر باستخدام {\displaystyle O({\sqrt {n}})} استعلامات قاعدة البيانات، تربيعيًا أقل من {\displaystyle \Omega (n)} الاستعلامات المطلوبة للخوارزميات الكلاسيكية. في هذه الحالة، لا يمكن إثبات الميزة فحسب، بل هي أيضًا مثالية: لقد ثبت أن خوارزمية جروفر توفر أقصى احتمال ممكن للعثور على العنصر المطلوب لأي عدد من عمليات البحث عن أوراكل.
المشكلات التي يمكن معالجتها باستخدام خوارزمية جروفر لها الخصائص التالية:[بحاجة لمصدر]
1. لا توجد بنية قابلة للبحث في مجموعة الإجابات المحتملة.
2. عدد الإجابات الممكنة للتحقق هو نفس عدد المدخلات في الخوارزمية.
3. توجد دالة منطقية تقيم كل إدخال وتحدد ما إذا كانت الإجابة الصحيحة.

بالنسبة للمشكلات المتعلقة بكل هذه الخصائص، فإن وقت تشغيل خوارزمية جروفر على جهاز كمبيوتر كمي يقاس كجذر تربيعي لعدد المدخلات (أو العناصر الموجودة في قاعدة البيانات)، على عكس القياس الخطي للخوارزميات الكلاسيكية. فئة عامة من المشكلات التي يمكن تطبيق خوارزمية جروفر  هي مشكلة الرضاء المنطقية، حيث تكون قاعدة البيانات التي تتكرر من خلالها الخوارزمية هي تلك التي تضم جميع الإجابات الممكنة. مثال وتطبيق (محتمل) لهذا هو أداة تكسير كلمات المرور التي تحاول تخمين كلمة مرور. الأصفار المتماثلة مثل (3DES) ومعيار التعمية المتقدم معرضة بشكل خاص لهذا النوع من الهجوم.  تطبيق الحوسبة الكمومية من الاهتمامات الرئيسية للوكالات الحكومية.

### محاكاة أنظمة الكم
نظرًا لأن الكيمياء وتكنولوجيا النانو تعتمدان على فهم أنظمة الكم، ومن المستحيل محاكاة مثل هذه الأنظمة بطريقة فعالة بشكل كلاسيكي، يعتقد الكثيرون أن المحاكاة الكمية ستكون أحد أهم تطبيقات الحوسبة الكمومية. يمكن أيضًا استخدام المحاكاة الكمية لمحاكاة سلوك الذرات والجسيمات في ظروف غير عادية مثل التفاعلات داخل المصادم. يمكن استخدام المحاكاة الكمية للتنبؤ بالمسارات المستقبلية للجسيمات والبروتونات تحت التراكب في تجربة الشق المزدوج.  يستخدم حوالي 2٪ من إنتاج الطاقة العالمي السنوي لتثبيت النيتروجين لإنتاج الأمونيا لعملية هابر في صناعة الأسمدة الزراعية بينما تنتج الكائنات الحية الطبيعية أيضًا الأمونيا. يمكن استخدام المحاكاة الكمية لفهم هذه العملية التي تزيد الإنتاج.

### التلدين الكمي والتحسين الأديباتي
التلدين الكمي أو الحساب الكمي الأديباتي يعتمد على نظرية ثابت الحرارة لإجراء العمليات الحسابية. يتم وضع النظام في الحالة الأساسية لـ هاميلتوني البسيط، والذي يتطور ببطء إلى هاميلتوني أكثر تعقيدًا والذي تمثل حالته الأساسية الحل للمشكلة المعنية. تنص النظرية الثابتة على أنه إذا كان التطور بطيئًا بدرجة كافية، فسيظل النظام في حالته الأساسية في جميع الأوقات خلال العملية.

### التعلم الالي
نظرًا لأن أجهزة الكمبيوتر الكمومية يمكن أن تنتج مخرجات لا تستطيع أجهزة الكمبيوتر الكلاسيكية إنتاجها بكفاءة، وبما أن الحساب الكمي هو في الأساس جبر خطي، فإن البعض يعرب عن أمله في تطوير خوارزميات كمية يمكنها تسريع مهام التعلم الآلي. على سبيل المثال، يُعتقد أن الخوارزمية الكمومية لأنظمة المعادلات الخطية، أو «خوارزمية HHL»، التي سميت على اسم مكتشفيها هارو وهاسيديم ولويد، توفر تسريعًا على نظرائها الكلاسيكيين. قامت بعض المجموعات البحثية مؤخرًا باستكشاف استخدام أجهزة التلدين الكمي لتدريب آلات بولتزمان والشبكات العصبية العميقة.

### علم الأحياء الحسابي
في مجال علم الأحياء الحسابي، لعبت الحوسبة دورًا كبيرًا في حل العديد من المشكلات البيولوجية. أحد الأمثلة المعروفة في الجينوميات الحاسوبية وكيف أن الحوسبة قللت بشكل كبير من وقت تسلسل الجينوم البشري. بالنظر إلى كيفية استخدام علم الأحياء الحسابي لنمذجة البيانات العامة وتخزينها، فمن المتوقع أن تظهر تطبيقاتها في علم الأحياء الحسابي أيضًا.

### تصميم الأدوية بمساعدة الحاسوب والكيمياء التوليدية
تظهر نماذج الكيمياء التوليدية العميقة كأدوات قوية لتسريع اكتشاف الأدوية. ومع ذلك، فإن الحجم الهائل والتعقيد للفضاء الهيكلي لجميع الجزيئات الشبيهة بالعقاقير المحتملة تشكل عقبات كبيرة، والتي يمكن التغلب عليها في المستقبل بواسطة أجهزة الكمبيوتر الكمومية. تعد أجهزة الكمبيوتر الكمومية جيدة بشكل طبيعي لحل المشاكل الكمومية المعقدة للعديد من الأجسام  وبالتالي قد تكون مفيدة في التطبيقات التي تتضمن كيمياء الكم. لذلك، يمكن للمرء أن يتوقع أن النماذج التوليدية المحسنة الكم  بما في ذلك GANs الكم  قد يتم تطويرها في نهاية المطاف إلى خوارزميات الكيمياء التوليدية النهائية. يمكن بالفعل تدريب البنى الهجينة التي تجمع بين أجهزة الكمبيوتر الكمومية والشبكات الكلاسيكية العميقة، مثل المبردات التلقائية المتغيرة الكمومية، على مواد التلدين المتاحة تجاريًا واستخدامها لإنشاء هياكل جزيئية جديدة شبيهة بالعقاقير.

## تطوير الحواسيب الكمومية

### التحديات
هناك عدد من التحديات التقنية في بناء جهاز كمبيوتر كمي واسع النطاق. قام الفيزيائي ديفيد بي ديفينسينزو بإدراج هذه المتطلبات لجهاز كمبيوتر كمي عملي:
- قابل للتطوير فعليًا لزيادة عدد البتات.
- كيبيتس (Qubits) التي يمكن تهيئتها لقيم عشوائية.
- بوابات كمومية أسرع من زمن فك الترابط.
- مجموعة بوابة عالمية.
- كيبيتس يمكن قراءتها بسهولة.

يعد الحصول على أجزاء لأجهزة الكمبيوتر الكمومية أمرًا صعبًا للغاية. تحتاج العديد من أجهزة الكمبيوتر الكمومية، مثل تلك التي تم إنشاؤها بواسطة جوجل وآي بي إم، إلى الهيليوم 3، وهو منتج ثانوي للأبحاث النووية، وكابلات فائقة التوصيل خاصة من إنتاج شركة كواكس اليابانية فقط.
يتطلب التحكم في الأنظمة متعددة الكيوبت توليد وتنسيق عدد كبير من الإشارات الكهربائية مع دقة توقيت صارمة وحتمية. وقد أدى ذلك إلى تطوير وحدات تحكم كمومية تتيح التفاعل مع الكيوبتات. يعد توسيع نطاق هذه الأنظمة لدعم عدد متزايد من الكيوبتات تحديًا إضافيًا.[بحاجة لمصدر]

#### فك الترابط الكمي
يعد التحكم في فك الترابط الكمي أو إزالته من أكبر التحديات التي ينطوي عليها بناء أجهزة الكمبيوتر الكمومية. يعني هذا عادةً عزل النظام عن بيئته حيث تؤدي التفاعلات مع العالم الخارجي إلى فك النظام. ومع ذلك، توجد أيضًا مصادر أخرى لفك الترابط. تشمل الأمثلة البوابات الكمومية، والاهتزازات الشبكية والدوران النووي الحراري الخلفي للنظام الفيزيائي المستخدم لتنفيذ الكيوبتات. يعتبر فك الترابط أمرًا لا رجوع فيه، لأنه غير وحدوي بشكل فعال، وعادة ما يكون شيئًا يجب التحكم فيه بشكل كبير، إن لم يتم تجنبه. أوقات فك الترابط للأنظمة المرشحة على وجه الخصوص، وقت الاسترخاء المستعرض T 2 (لتقنية الرنين المغناطيسي النووي والتصوير بالرنين المغناطيسي، وتسمى أيضًا وقت إزالة التماسك)، تتراوح عادةً بين نانوثانية وثواني عند درجة حرارة منخفضة. في الوقت الحالي، تتطلب بعض أجهزة الكمبيوتر الكمومية تبريد كيوبتاتها إلى 20 ملي كلفن من أجل منع فك الترابط بشكل كبير. تجادل دراسة عام 2020 أن الإشعاع المؤين مثل الأشعة الكونية يمكن أن يتسبب مع ذلك في فك بعض الأنظمة في أجزاء من الثانية.
نتيجة لذلك، قد تجعل المهام التي تستغرق وقتًا طويلاً بعض الخوارزميات الكمومية غير قابلة للتشغيل، لأن الحفاظ على حالة الكيوبت لمدة طويلة بما يكفي سيؤدي في النهاية إلى إتلاف التراكبات.
تعد هذه المشكلات أكثر صعوبة بالنسبة للطرق البصرية حيث أن المقاييس الزمنية أقصر من حيث الحجم، ومن الأساليب التي يتم الاستشهاد بها غالبًا للتغلب عليها تشكيل النبض البصري. تتناسب معدلات الخطأ عادةً مع نسبة وقت التشغيل إلى وقت فك الترابط، وبالتالي يجب إكمال أي عملية بسرعة أكبر بكثير من وقت فك الترابط.
كما هو موضح في نظرية عتبة الكم، إذا كان معدل الخطأ صغيرًا بدرجة كافية، يُعتقد أنه من الممكن استخدام تصحيح الخطأ الكمي لقمع الأخطاء وفك الترابط. يسمح هذا لوقت الحساب الإجمالي بأن يكون أطول من وقت فك الترابط إذا كان مخطط تصحيح الخطأ يمكن أن يصحح الأخطاء بشكل أسرع مما يقدمها فك الترابط. الرقم الذي يتم الاستشهاد به غالبًا لمعدل الخطأ المطلوب في كل بوابة للحساب المتسامح مع الخطأ هو 10 3، بافتراض أن الضوضاء مزالة الاستقطاب.
تلبية شرط قابلية التوسع هذا ممكن لمجموعة واسعة من الأنظمة. ومع ذلك، فإن استخدام تصحيح الخطأ يجلب معه تكلفة العدد المتزايد بشكل كبير من الكيوبتات المطلوبة. العدد المطلوب لتحليل الأعداد الصحيحة باستخدام خوارزمية شور لا يزال متعدد الحدود، ويُعتقد أنه يقع بين L و L 2، حيث L هو عدد الأرقام في العدد المطلوب تحليله إلى عوامل؛ خوارزميات تصحيح الخطأ تضخم هذا الرقم بعامل إضافي L. بالنسبة لرقم 1000 بت، فإن هذا يعني الحاجة إلى حوالي 10 4 بت دون تصحيح الخطأ. مع تصحيح الخطأ، سيرتفع الرقم إلى حوالي 10 7 بت. وقت الحساب حوالي L 2 أو حوالي 10 7 خطوات وفي 1 ميغاهيرتز، حوالي 10 ثوان.
هناك طريقة مختلفة تمامًا لمشكلة الاستقرار وفك الترابط وهي إنشاء كمبيوتر كمومي طوبولوجي مع أيونات، وشبه جسيمات تستخدم كخيوط والاعتماد على نظرية جديلة لتشكيل بوابات منطقية مستقرة.

### السيادة الكمومية
التفوق الكمي هو مصطلح صاغه جون بريسكيل في إشارة إلى الإنجاز الهندسي المتمثل في إثبات أن الجهاز الكمي القابل للبرمجة يمكنه حل مشكلة تتجاوز قدرات أحدث أجهزة الكمبيوتر الكلاسيكية. لا يجب أن تكون المشكلة مفيدة، لذلك يرى البعض أن اختبار السيادة الكمومية فقط هو معيار مرجعي محتمل في المستقبل.
في أكتوبر 2019، أصبح الذكاء الاصطناعي الكم لجوجل، بمساعدة وكالة ناسا، أول من ادعى أنه حقق التفوق الكمي من خلال إجراء حسابات على الكمبيوتر الكمي معالج الجيمز أسرع بأكثر من 3,000,000 مرة مما يمكن إجراؤه في سومت، والذي يعتبر عمومًا الأسرع في العالم الحاسوب. تم تحدي هذا الادعاء لاحقًا: صرحت شركة آي بي إم أن بإمكان سومت إجراء عينات أسرع بكثير مما ادعى ، ومنذ ذلك الحين طور الباحثون خوارزميات أفضل لمشكلة أخذ العينات المستخدمة للمطالبة بالتفوق الكمي، مما أعطى تخفيضات كبيرة أو إغلاق الفجوة بين الجميز والحواسيب الفائقة الكلاسيكية.
في ديسمبر 2020، نفذت مجموعة في جامعة العلوم والتكنولوجيا في الصين نوعًا من عينات بوسون على 76 فوتونًا باستخدام كمبيوتر كمومي ضوئي يسمى جيوتشانغ لإثبات التفوق الكمي. يدعي المؤلفون أن الحاسوب الفائق المعاصر يتطلب وقتًا حسابيًا يبلغ 600 مليون سنة لتوليد عدد العينات التي يمكن أن ينتجها المعالج الكمي في 20 ثانية.

### شك
أعرب بعض الباحثين عن شكوكهم في إمكانية بناء حواسيب كمية قابلة للتطوير، عادةً بسبب مشكلة الحفاظ على الترابط على نطاقات واسعة.
شكك بيل أونرو في التطبيق العملي لأجهزة الكمبيوتر الكمومية في ورقة نُشرت عام 1994. جادل بول ديفيز بأن الكمبيوتر الذي تبلغ سعته 400 كيلوبت قد يتعارض مع المعلومات الكونية المرتبطة ضمنيًا بمبدأ الهولوغرام. يشك المشككون مثل جيل كالاي في أن السيادة الكمية سوف تتحقق على الإطلاق. أعرب الفيزيائي ميخائيل دياكونوف عن شكوكه في الحوسبة الكمومية على النحو التالي:
«لذا يجب أن يكون عدد المعلمات المستمرة التي تصف حالة مثل هذا الكمبيوتر الكمي المفيد في أي لحظة ... حوالي 10300 . . . هل يمكننا تعلم التحكم في أكثر من 10 300 معلمة متغيرة باستمرار تحدد الحالة الكمومية لمثل هذا النظام؟ جوابي بسيط. لا أبدا.» 

### المرشحون للإدراك المادي
من أجل التنفيذ المادي لجهاز كمبيوتر كمي، تتم متابعة العديد من المرشحين المختلفين، من بينهم (يتميزون بالنظام المادي المستخدم لإدراك الكيوبتات):
- الحوسبة الكمومية فائقة التوصيل [74][75] (يتم تنفيذ كيوبت بواسطة حالة الدوائر الصغيرة فائقة التوصيل [ تقاطعات جوزيفسون ])
- الكمبيوتر الكمي الأيوني المحاصر (يتم تنفيذ الكيوبت بواسطة الحالة الداخلية للأيونات المحاصرة)
- الذرات المحايدة في المشابك البصرية (كيوبت مطبق بالحالات الداخلية للذرات المحايدة المحاصرة في شبكة بصرية) [76][77]
- كمبيوتر النقطة الكمية، القائم على الدوران (على سبيل المثال، الكمبيوتر الكمومي Loss-DiVincenzo [78]) (الكيوبت المعطى من خلال حالات الدوران للإلكترونات المحاصرة)
- كمبيوتر النقطة الكمية، المكاني (الكيوبت المعطى عن طريق موضع الإلكترون في نقطة كمومية مزدوجة) [79]
- الحوسبة الكمومية باستخدام الآبار الكمية المهندسة، والتي يمكن من حيث المبدأ أن تمكن من بناء أجهزة كمبيوتر كمومية تعمل في درجة حرارة الغرفة [80][81]
- السلك الكمي المقترن (كيوبت مطبق بواسطة زوج من الأسلاك الكمومية مقترنًا بنقطة كمومية ملامسة) [82][83][84]
- الكمبيوتر الكمومي بالرنين المغناطيسي النووي (NMRQC) المنفذ بالرنين المغناطيسي النووي للجزيئات الموجودة في المحلول، حيث يتم توفير الكيوبتات بواسطة السبينات النووية داخل الجزيء المذاب ويتم فحصها بواسطة موجات الراديو
- أجهزة الكمبيوتر الكمومية ذات الحالة الصلبة NMR Kane (تتحقق الكيوبت من خلال حالة الدوران النووي لمانحي الفوسفور في السيليكون)
- الحواسيب الكمومية للإلكترونات على الهيليوم (الكيوبت هو دوران الإلكترون)
- الديناميكا الكهربية للكم التجويفي (CQED) (كيوبت مقدم من الحالة الداخلية للذرات المحاصرة المقترنة بتجاويف عالية الجودة)
- المغناطيس الجزيئي [85] (كيوبت معطى بواسطة حالات الدوران)
- حاسوب كمومي يعتمد على ESR الفوليرين (يعتمد الكيوبت على الدوران الإلكتروني للذرات أو الجزيئات المغلفة بالفوليرين) [86]
- حاسوب كمومي بصري غير خطي (تتحقق الكيوبتات من خلال معالجة حالات لأنماط مختلفة من الضوء من خلال كل من العناصر الخطية [87][88]
- الكمبيوتر الكمي البصري الخطي (تتحقق الكيوبتات من خلال حالات المعالجة لأنماط مختلفة من الضوء من خلال العناصر الخطية مثل المرايا ومقسمات الأشعة ومبدل الطور) [89]
- حاسوب الكم المعتمد على الألماس [90][91][92] (الكيوبت تتحقق من الدوران الإلكتروني أو النووي لمراكز النيتروجين الشاغرة في الماس)
- الكمبيوتر الكمي القائم على مكثف بوز-آينشتاين [93]
- الكمبيوتر الكمي القائم على الترانزستور - حواسيب كمومية خيطية تحتوي على ثقوب موجبة باستخدام مصيدة إلكتروستاتيكية
- حواسيب كمومية نادرة أرضية ومعدنية ومغطاة بأيونات بلورية غير عضوية [94][95] (تتحقق الكيوبت من خلال الحالة الإلكترونية الداخلية للمثبطات في الألياف الضوئية)
- الحواسيب الكمومية ذات الغلاف النانوي الكربوني الشبيهة بالمعادن

يوضح العدد الكبير من المرشحين أن الحوسبة الكمية، على الرغم من التقدم السريع، لا تزال في مهدها.[بحاجة لمصدر]
هناك عدد من نماذج الحوسبة الكمومية، تتميز بالعناصر الأساسية التي يتحلل فيها الحساب. للتطبيقات العملية، النماذج الأربعة ذات الصلة للحساب هي:
- مصفوفة البوابة الكمومية (يتحلل الحساب إلى سلسلة من بوابات كمومية قليلة كيوبت)
- كمبيوتر كمي أحادي الاتجاه (يتحلل الحساب إلى سلسلة من القياسات ذات الكيوبت الواحد المطبقة على حالة أولية شديدة التشابك أو حالة الكتلة)
- الكمبيوتر الكمي الأديباتي، القائم على التلدين الكمي (يتحلل الحساب إلى تحول بطيء مستمر من هاميلتوني أولي إلى هاميلتوني نهائي، والذي تحتوي حالاته الأساسية على المحلول) [96]
- الكمبيوتر الكمي الطوبولوجي [97] (تحلل الحساب إلى تجديل أيونات في شبكة ثنائية الأبعاد)

تعتبر آلة تورينج الكمومية مهمة من الناحية النظرية ولكن التنفيذ المادي لهذا النموذج غير ممكن. ثبت أن جميع نماذج الحساب الأربعة متكافئة ؛ يمكن لكل منهما محاكاة الآخر بما لا يزيد عن كثير الحدود.

## علاقتها بنظرية الحوسبة والتعقيد

### نظرية الحوسبة
أي مشكلة حسابية يمكن حلها بواسطة جهاز كمبيوتر كلاسيكي يمكن حلها أيضًا عن طريق الكمبيوتر الكمومي. بشكل بديهي، هذا لأنه يُعتقد أن جميع الظواهر الفيزيائية، بما في ذلك تشغيل أجهزة الكمبيوتر الكلاسيكية، يمكن وصفها باستخدام ميكانيكا الكم، التي تكمن وراء عمل أجهزة الكمبيوتر الكمومية.
على العكس من ذلك، فإن أي مشكلة يمكن حلها عن طريق الكمبيوتر الكمومي يمكن حلها أيضًا بواسطة جهاز كمبيوتر كلاسيكي ؛ أو بشكل أكثر رسمية، يمكن محاكاة أي كمبيوتر كمي بواسطة آلة تورينج. بمعنى آخر، لا توفر أجهزة الكمبيوتر الكمومية أي قوة إضافية على أجهزة الكمبيوتر الكلاسيكية من حيث القدرة على الحوسبة. هذا يعني أن أجهزة الكمبيوتر الكمومية لا يمكنها حل مشاكل غير قابلة للحسم مثل مشكلة التوقف ووجود أجهزة الكمبيوتر الكمومية لا يدحض أطروحة تشيرش-تورينج.
حتى الآن، لا تفي أجهزة الكمبيوتر الكمومية بأطروحة الكنيسة القوية. بينما تم إدراك الآلات الافتراضية، لم يتم بناء ماديًا بعد على جهاز كمبيوتر كمي عالمي. تتطلب النسخة القوية من أطروحة تشرش جهاز كمبيوتر ماديًا، وبالتالي لا يوجد كمبيوتر كمي يرضي حتى الآن أطروحة الكنيسة القوية.

### نظرية التعقيد الكمي
بينما لا تستطيع أجهزة الكمبيوتر الكمومية حل أي مشاكل لا تستطيع أجهزة الكمبيوتر الكلاسيكية حلها بالفعل، يُشتبه في قدرتها على حل مشكلات معينة بشكل أسرع من أجهزة الكمبيوتر التقليدية. على سبيل المثال، من المعروف أن أجهزة الكمبيوتر الكمومية يمكنها تحليل الأعداد الصحيحة بكفاءة، بينما لا يُعتقد أن هذا هو الحال بالنسبة لأجهزة الكمبيوتر الكلاسيكية.
تسمى فئة المشكلات التي يمكن حلها بكفاءة بواسطة كمبيوتر كمي مع وجود خطأ محدود بـ BQP، من أجل «الخطأ المحدود، الوقت الكمي، متعدد الحدود». بشكل أكثر رسمية، BQP هي فئة المشاكل التي يمكن حلها بواسطة آلة تورينج الكمومية متعددة الحدود مع احتمال خطأ يبلغ 1/3 على الأكثر. كفئة من المشاكل الاحتمالية، BQP هو النظير الكمي لـ BPP («الخطأ المحدود، الاحتمالي، الوقت متعدد الحدود»)، فئة المشاكل التي يمكن حلها بواسطة آلات تورينج الاحتمالية ذات الوقت متعدد الحدود مع الخطأ المحدود. من المعروف أن BPP {\displaystyle \subseteq } BQP ويشتبه على نطاق واسع أن BQP {\displaystyle \subsetneq } BPP، والتي تعني بشكل بديهي أن أجهزة الكمبيوتر الكمومية أقوى من أجهزة الكمبيوتر التقليدية من حيث تعقيد الوقت.

العلاقة المشتبه بها لـ BQP مع العديد من فئات التعقيد الكلاسيكية.

العلاقة الدقيقة لـ BQP بـ P وNP وPSPACE غير معروفة. ومع ذلك، فمن المعروف أن P. {\displaystyle \subseteq } BQP {\displaystyle \subseteq } PSPACE ؛ أي أن جميع المشكلات التي يمكن حلها بكفاءة بواسطة كمبيوتر كلاسيكي حتمي يمكن أيضًا حلها بكفاءة عن طريق الكمبيوتر الكمي، ويمكن أيضًا حل جميع المشكلات التي يمكن حلها بكفاءة عن طريق الكمبيوتر الكمي عن طريق كمبيوتر كلاسيكي حتمي مع موارد مساحة متعددة الحدود . ومن المشتبه فيه أيضًا أن BQP عبارة عن مجموعة شاملة صارمة من P، مما يعني أن هناك مشكلات يمكن حلها بكفاءة بواسطة أجهزة الكمبيوتر الكمومية التي لا يمكن حلها بكفاءة بواسطة أجهزة الكمبيوتر الكلاسيكية الحتمية. على سبيل المثال، من المعروف أن تحليل العوامل الصحيحة ومشكلة اللوغاريتم المنفصلة موجودان في BQP ويُشتبه في أنهما خارج P. فيما يتعلق بعلاقة BQP بـ NP، لا يُعرف سوى القليل بخلاف حقيقة أن بعض مشكلات NP التي يُعتقد أنها ليست في P هي أيضًا في BQP (التحليل الأعداد الصحيح ومسألة اللوغاريتم المنفصلة كلاهما في NP، على سبيل المثال). يشتبه في أن NP {\displaystyle \nsubseteq }
{\displaystyle \nsubseteq } BQP. أي أنه من المعتقد أن هناك مشاكل يمكن التحقق منها بكفاءة ولا يمكن حلها بكفاءة بواسطة الكمبيوتر الكمومي. كنتيجة مباشرة لهذا الاعتقاد، يُشتبه أيضًا في أن BQP منفصل عن فئة مشكلات NP الكاملة (إذا كانت مشكلة NP كاملة في BQP، فسيتبع ذلك من صلابة NP أن جميع المشكلات في NP موجودة BQP).
يمكن تلخيص علاقة BQP بفئات التعقيد الكلاسيكية الأساسية على النحو التالي:
{\displaystyle {\mathsf {P\subseteq BPP\subseteq BQP\subseteq PP\subseteq PSPACE}}}
ومن المعروف أيضًا أن BQP موجود في فئة التعقيد #P (أو بشكل أكثر دقة في فئة مشكلات القرار المرتبطة P #P)،  وهي فئة فرعية من PSPACE.
لقد تم التكهن بأن المزيد من التقدم في الفيزياء يمكن أن يؤدي إلى حواسيب أسرع. على سبيل المثال، لقد ثبت أن جهاز كمبيوتر كمي متغير مخفي غير محلي يعتمد على نظرية ميكانيكا دي بروي-بوم والتي يمكنها تنفيذ بحث عن {\displaystyle N} -قاعدة بيانات بالعناصر على الأكثر {\displaystyle O({\sqrt[{3}]{N}})} خطوات، وهو تسريع طفيف على خوارزمية جروفر، والتي تعمل في {\displaystyle O({\sqrt {N}})} خطوات. لاحظ، مع ذلك، أن أيا من طرق البحث لن تسمح لأجهزة الكمبيوتر الكمومية بحل مشاكل NP الكاملة في وقت متعدد الحدود. قد تسمح نظريات الجاذبية الكمومية، مثل نظرية M والجاذبية الكمية الحلقية، ببناء حواسيب أسرع. ومع ذلك، فإن تحديد الحساب في هذه النظريات هو مشكلة مفتوحة بسبب مشكلة الوقت؛ أي أنه لا توجد حاليًا طريقة واضحة ضمن هذه النظريات الفيزيائية لوصف ما يعنيه أن يقوم المراقب بإرسال مدخلات إلى جهاز كمبيوتر في وقت واحد ثم تلقي الإخراج في وقت لاحق.

### كتب مدرسية
- Nielsen, Michael؛ Chuang, Isaac (2000). Quantum Computation and Quantum Information. Cambridge: Cambridge University Press. ISBN:978-0-521-63503-5. OCLC:174527496. مؤرشف من الأصل في 2022-05-13.
- Mermin، N. David (2007). Quantum Computer Science: An Introduction. Cambridge University Press. ISBN:978-0-521-87658-2.
- Akama، Seiki (2014). Elements of Quantum Computing: History, Theories and Engineering Applications. Springer International Publishing. ISBN:978-3-319-08284-4.
- Benenti، Giuliano (2004). Principles of Quantum Computation and Information Volume 1. New Jersey: World Scientific. ISBN:978-981-238-830-8. OCLC:179950736.
- Stolze، Joachim؛ Suter، Dieter (2004). Quantum Computing. Wiley-VCH. ISBN:978-3-527-40438-4.
- Wichert، Andreas (2014). Principles of Quantum Artificial Intelligence. World Scientific Publishing Co. ISBN:978-981-4566-74-2.
- Hiroshi، Imai؛ Masahito، Hayashi (2006). Quantum Computation and Information. Berlin: Springer. ISBN:978-3-540-33132-2.
- Jaeger، Gregg (2006). Quantum Information: An Overview. Berlin: Springer. ISBN:978-0-387-35725-6. OCLC:255569451.

### أوراق أكاديمية
- Abbot، Derek؛ Doering، Charles R.؛ Caves، Carlton M.؛ Lidar، Daniel M.؛ Brandt، Howard E.؛ Hamilton، Alexander R.؛ Ferry، David K.؛ Gea-Banacloche، Julio؛ Bezrukov، Sergey M. (2003). "Dreams versus Reality: Plenary Debate Session on Quantum Computing". Quantum Information Processing. ج. 2 ع. 6: 449–472. arXiv:quant-ph/0310130. DOI:10.1023/B:QINP.0000042203.24782.9a.
- DiVincenzo، David P. (2000). "The Physical Implementation of Quantum Computation". Fortschritte der Physik. ج. 48 ع. 9–11: 771–783. arXiv:quant-ph/0002077. Bibcode:2000ForPh..48..771D. DOI:10.1002/1521-3978(200009)48:9/11<771::AID-PROP771>3.0.CO;2-E.
- Berthiaume، Andre (1997). "Quantum Computation". مؤرشف من الأصل في 2022-12-10.
- DiVincenzo، David P. (1995). "Quantum Computation". Science. ج. 270 ع. 5234: 255–261. Bibcode:1995Sci...270..255D. DOI:10.1126/science.270.5234.255. Table 1 lists switching and dephasing times for various systems.
- Feynman، Richard (1982). "Simulating physics with computers". International Journal of Theoretical Physics. ج. 21 ع. 6–7: 467–488. Bibcode:1982IJTP...21..467F. DOI:10.1007/BF02650179.
- Mitchell، Ian (1998). "Computing Power into the 21st Century: Moore's Law and Beyond". مؤرشف من الأصل في 2022-12-10.
- Simon، Daniel R. (1994). "On the Power of Quantum Computation". Institute of Electrical and Electronic Engineers Computer Society Press. مؤرشف من الأصل في 2023-02-03.

## روابط خارجية
- موسوعة ستانفورد للفلسفة: " الحوسبة الكمية " بقلم أميت هاجر ومايكل إي. كافارو.
- Hazewinkel, Michiel, ed. (2001), "حساب الكم ، نظرية", Encyclopedia of Mathematics  [لغات أخرى]‏ (بالإنجليزية), Springer, ISBN:978-1-55608-010-4
- الحوسبة الكمومية للفضوليين للغاية بواسطة آندي ماتوشاك ومايكل نيلسن
- أصبحت الحوسبة الكمية سهلة على مدونة ساتاليا.

### محاضرات
- الحوسبة الكمومية للمقرر - 22 محاضرة بالفيديو لمايكل نيلسن.
- محاضرات فيديو ديفيد دويتش.
- محاضرات في معهد هنري بوانكاريه (شرائح ومقاطع فيديو).
- محاضرة عبر الإنترنت حول مقدمة في الحوسبة الكمية، إدوارد جرجوي (2008).
- لوموناكو، سام. أربع محاضرات حول الحوسبة الكمية في جامعة أكسفورد في يوليو 2006.